# Enodia anthedon
Mắt châu phương bắc (Enodia anthedon) là một loài Satyrinae that occurs in Bắc Mỹ.

## Similar species
- Satyrodes appalachia (R. L. Chermock, 1947) – Appalachian Brown
- Satyrodes eurydice (Linnaeus, 1763) – Eyed Brown